# Лінійний корабель «Слава Катерини» (монета)
«Ліні́йний корабе́ль „Сла́ва Катери́ни“» — пам'ятна монета номіналом 5 гривень, випущена Національним банком України. Присвячена 230-річчю спуску на воду зі стапелів Херсонської адміралтейської верфі флагмана Чорноморського флоту — 66-гарматного лінійного корабля «Слава Катерини». За період діяльності Херсонського адміралтейства, яке було одним з основних центрів суднобудування на півдні Росії з 1778 до 1827 року, з його стапелів зійшли 34 лінійних кораблі та 16 фрегатів.
Дата введення в обіг: 18 грудня 2013.
Серія: Морська історія України

## Опис та характеристики монети
| Номінал грн. | Метал      | Маса, грам | Діаметр, мм. | Якість виготовлення       | Гурт     | Тираж, штук |
| ------------ | ---------- | ---------- | ------------ | ------------------------- | -------- | ----------- |
| 5            | нейзильбер | 16,54      | 35,0         | спеціальний анциркулейтед | рифлений | 30 000      |

### Аверс
На аверсі монети розміщено: угорі малий Державний Герб України та напис півколом «НАЦІОНАЛЬНИЙ БАНК УКРАЇНИ», у центрі зображено розу вітрів як символ морських мандрів, праворуч і ліворуч від якої стилізований рослинний орнамент та вітрильники, між якими рік карбування монети — «2013»; унизу на дзеркальному тлі — номінал 5/ГРИВЕНЬ та праворуч логотип Монетного двору Національного банку України.

### Реверс
На реверсі монети на дзеркальному тлі зображено корабель під вітрилами, ліворуч півколом розміщено напис «СЛАВА КАТЕРИНИ»/«ЛІНІЙНИЙ КОРАБЕЛЬ».

## Автори
- Художники:

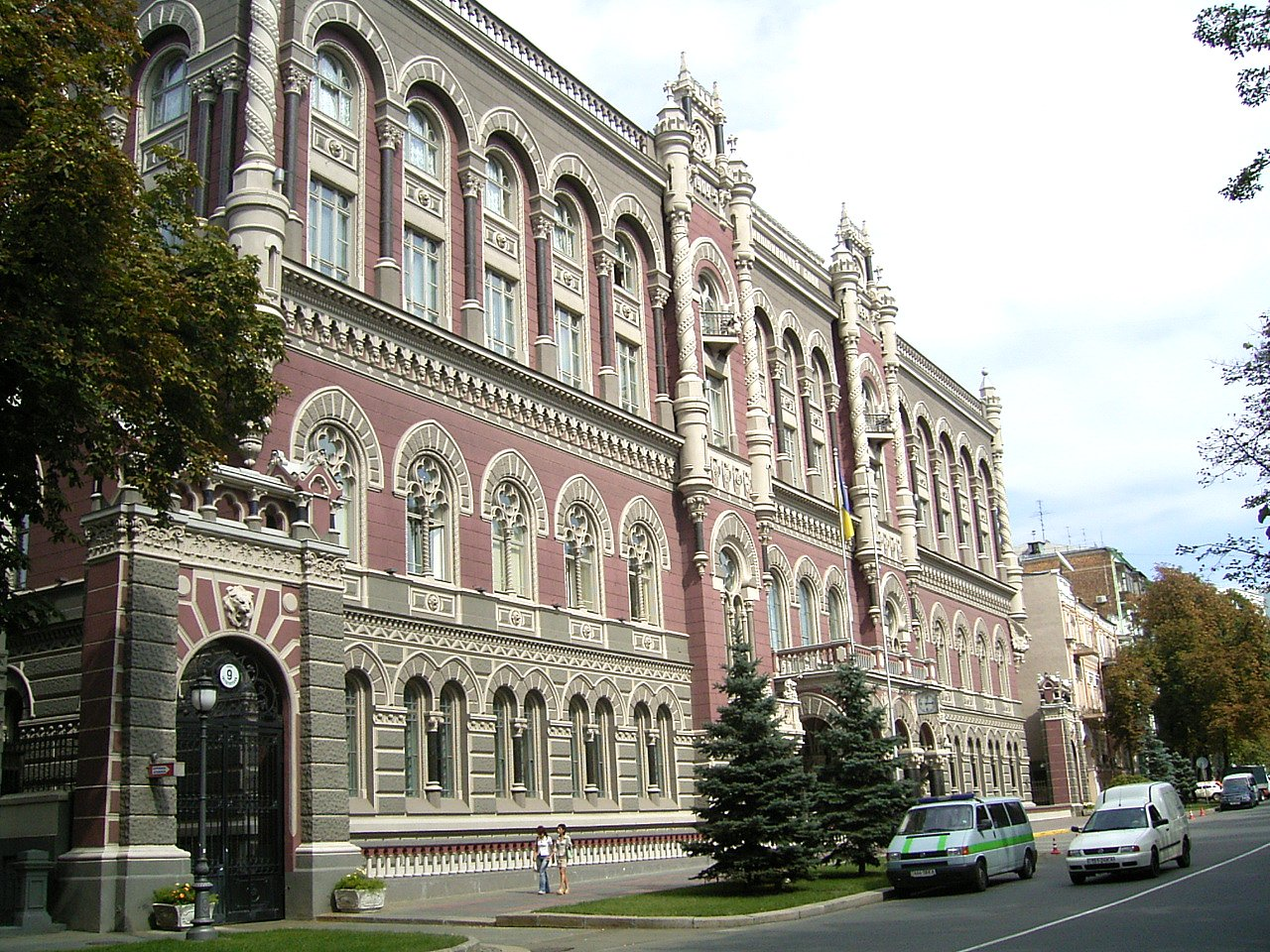
Будівля Національного банку України

  - аверс: Таран Володимир, Харук Олександр, Харук Сергій.
  - реверс: Дем'яненко Володимир.
- Скульптори: Дем'яненко Анатолій, Дем'яненко Володимир.

## Вартість монети
Під час введення монети в обіг в 2013 році, Національний банк України реалізовував монету через свої філії за ціною 25 гривень.
Фактична приблизна вартість монети з роками змінювалася так:
| Рік        | 2014 | 2015 | 2016 | 2017 | 2018 | 2019 | 2020 | 2021 | 2022 | 2023 | 2024 | 2025 |
| ---------- | ---- | ---- | ---- | ---- | ---- | ---- | ---- | ---- | ---- | ---- | ---- | ---- |
| Ціна, грн. | 70   | 82   | 125  | 165  | 175  | 180  | 185  | 240  | 480  | 490  | 730  | 760  |